# Леваллуа-Перре
Леваллуа-Перре (фр. Levallois-Perret ) — город и коммуна во французском департаменте О-де-Сен, округ Нантер, административный центр двух кантонов.

## Географическое положение
Леваллуа-Перре находится на северо-западной границе Парижа, в 6,4 км от его центра, и связан с ним метро, пригородными поездами и автобусными маршрутами. Лежит на правом берегу Сены.

## История
Перед Великой французской революцией на месте современного города существовала деревня Вилье и усадьба Курсель (Ла Планшетт), названия которых носят станции Парижского метро. Затем территория была поделена между Клиши и Нёйи-сюр-Сен. В 1822 году помещик Жан-Жак Перре построил здесь посёлок, названный Шамперре (Поле Перре). Его примеру в 1845 году последовал другой помещик, деревня была названа Леваллуа. В 60-х годах XIX века населённые пункты слились, и в 1866 году император Франции Наполеон  III даровал вновь созданной коммуне Леваллуа-Перре права города.
Город стал центром зарождающейся автомобильной промышленности Франции. Здесь находились штаб-квартиры предприятий Clément-Bayard, Delage, Chapron и Citroën, который выпустил здесь Citroën 2CV.
До XX века была развита также косметическая промышленность.
Северная часть знаменитого острова Гранд-Жатт на реке Сена, где французские импрессионисты создали немало своих творений, также относится к коммуне.

## Экономика и промышленность
Основные отрасли промышленности отражены в гербе города. Пчелы олицетворяют пчеловодство на острове Гранд-Жатт, шестерёнка — механическую, а флакон — парфюмерную промышленность.

## Спорт
Спортивный клуб «Леваллуа» является одним из лучших спортивных клубов Франции и насчитывает 14 500 членов. Среди них такие известные спортсмены, как дзюдоист Тедди Ринер, фехтовальщик Готье Грумье, дзюдоистка Жевриз Эман. Здесь начал свою футбольную карьеру Дидье Дрогба.

## Города-побратимы
- Моленбек-Сен-Жан, Бельгия
- Шёнеберг (Берлин), Германия